# Alchymie duše
Alchymie duše (korejsky 환혼, Hwanhon, anglicky Alchemy of Souls) je třicetidílné jihokorejské televizní fantasy drama produkované Studiem Dragon. Odvysíláno bylo v letech 2022–2023 na stanici tvN a na streamovací platformě Netflix. V hlavních rolích se představili I Če-uk, Čung So-min (první část), Ko Jun-čong (druhá část) a Hwang Min-hjon. Na původním scénáři spolupracovalo sesterské duo Hong Čong-un a Hong Mi-ran, režisérem byl Pak Čun-hwa.
Seriál byl rozdělen na dvě části, ta první, dvacetidílná, byla odvysílána od 18. června 2022 do 28. srpna 2022 a druhá, desetidílná s podtitulem „Světlo a stín“ (korejsky 빛과 그림자, anglicky Light and Shadow) byla vysílána od 10. prosince 2022 do 8. ledna 2023. Během premiérového vysílání šlo o jeden z nejsledovanějších pořadů.

## Synopse
Děj seriálu je zasazen do fiktivního království Daeho, které připomíná království Čoson, v jehož světě existuje magie. Jedním z kouzel je zakázaný rituál „alchymie duše“, který umožňuje výměnu těl, a to i nedobrovolně. Hlavními postavami jsou urozený Čang Uk, syn mocného čaroděje a místní potížista a obávaná mordýřka Naksu, která si, aby unikla dopadení, vymění tělo s útlou slepou dívkou jménem Mu-dok a stane se Čang Ukovou služebnou, ale také mistryní. Pomáhá mu zlomit kletbu, kterou na něj kvůli proroctví krátce po narození seslal jeho otec a která mu znemožňuje využívat magii, a zároveň se snaží nabrat zpátky svoji sílu. Milostný trojúhelník doplňuje Čang Ukův přítel So Jul, který se před několika lety do Naksu zamiloval a postupně si uvědomí, kým Mu-dok ve skutečnosti je. Jedinci, kteří prošli výměnou těl, musí jednou za čas pozřít něčí duši, jinak riskují šílenství a nakonec zkamenění. Nárůst útoků těchto posedlých zabijáků, za nímž stojí palácové spiknutí, uvrhl hlavní město království do chaosu a boje o moc mezi organizacemi čarodějů (Songrim), věštců (Čchobukwan) a kněžek (Džinjowon).
Druhá řada navazuje tři roky po skončení posledního dílu první části, ve kterém je zabit a oživen Čang Uk a umírá Naksu respektive Mu-dok. Osamělý a zahořklý Čang Uk se při pokračujícím honu na převtělence setká se znovunalezenou dědičkou kněžského rodu Džin Pu-jon, jejíž vědomí je v původním těle Naksu.

## Obsazení
- I Če-uk jako Čang Uk
- Čung So-min jako Mu-dok / Naksu (pouze první část)
- Ko Jun-čong jako Naksu (první část, vedlejší role) a Džin Pu-jon (druhá část)
- Hwang Min-hjon jako So Jul, Čang Ukův přítel
- O Na-ra jako Kim Jon, komorná a vychovatelka Čang Uka
- Ču Sang-uk jako Čang Kang, otec Čang Uka ve vyhnanství
- Ju Čun-sang jako Pak Džin, vůdce kouzelnické frakce Songrim
- Ju In-su jako Pak Dang-gu, Čang Ukův přítel a synovec Pak Džina
- I Do-kjong jako Ho Jom, hlavní léčitel Songrimu
- Čo Če-jun jako Džin Mu, mocichtivý vůdce věštecké frakce Čchobukwan
- Pak Un-hje jako Džin Ho-gjong, hlavní kněžka rodu Džin
- Arin jako Džin Čo-jon, kněžka a družka Pak Dang-gua
- Ču Sok-tche jako Džin U-tak, manžel Džin Ho-gjong a otec Džin Čo-jon a Džin Pu-jon
- Sin Sung-ho jako korunní princ Go Won
- Kang Kjong-hon jako královna So Ha-son
- Čchö Kwang-il jako král Go Sun
- Pak So-čin jako Džu-wol, majitelka luxusního podniku
- Im Čchol-su jako mistr I, mocný čaroděj poustevník

## Produkce
Přípravy k produkci seriálu byly zahájeny v roce 2019. I Če-uk, který byl vybrán jako Čang Uk, nejprve roli odmítl, protože se cítil zahlcen informacemi o historii a kultuře fiktivní země. Roli Mu-dok přijala Pak Hje-un, pro kterou by to byla její první velká role, nakonec však z projektu kvůli vysokému tlaku vycouvala. Natáčení první řady bylo zahájeno v červnu 2021 a natáčení druhé řady probíhalo od července do října 2022. Pro tento seriál bylo v Mungjongu vybudováno nové, historicky vyhlížející město čítající 32 budov s celkovou rozlohou 1,4 hektaru za 5 miliard wonů (přibližně 95 milionů korun). Mimo to se natáčelo také v Pchadžu a okresech Hamjang, Čchorwon a Pujo. Celkový rozpočet přesáhl 40 miliard wonů.

## Soundtrack
Soundtrack s původní hudbou skladatele filmové hudby Nama Hje-sunga obsahuje celkem deset (s instrumentálními verzemi dvacet) skladeb, z toho sedm z první části a tři z druhé. Mezi nimi například Blue Flower, kterou nazpívala zpěvačka hudební skupiny Itzy Lia, nebo I'm Sorry v podání Ailee. Píseň Tree (Just Watching You 2) z pohledu postavy So Jula, kterou v seriálu hrál, nazpíval Hwang Min-hjon, bývalý člen skupin NU'EST a Wanna One.